# Fort de Saint-Héribert
 (décembre 2015).
Le Fort de St-Héribert (ou Fort de Wépion) est un des neuf forts composant la position fortifiée de Namur établie à la fin du XIXe siècle en Belgique.
Ce fort fut construit de 1888 à 1892 selon les plans du général Brialmont. Contrairement aux forts français construits à la même époque par Séré de Rivières, ce fort était en béton non armé, nouveau matériau pour l'époque, au lieu de maçonnerie. Lors du siège de Namur, en août 1914, le fort est lourdement bombardé par l'artillerie allemande. Le fort de Saint-Héribert fut remis à niveau en 1930 dans l'espoir de prévenir ou ralentir une, alors hypothétique, attaque allemande. En 1940, il est attaqué le 15 mai et est capturé six jours plus tard. Depuis l'été 2013, le fort est en cours de réhabilitation.

## Description
Situé à Wépion, à 6 km au sud de Namur, le fort de Saint-Héribert était, avec celui de Malonne, un des deux forts défendant Namur sur son côté 'Entre-Sambre-et-Meuse'. C'est un des plus grands forts Brialmont. De forme triangulaire, Il est entouré de fossés profonds de 6 mètres et larges de 8 mètres. Ces fossés sont défendus en enfilade par des canons de 57 mm rassemblés dans des casemates situées dans la contrescarpe. L'armement principal était concentré sur le massif central, étroitement rassemblé sous un épais béton.
Les forts belges faisant peu de provisions par rapport aux besoins quotidiens d'une garnison en temps de guerre et les latrines, douches, cuisines et morgue se retrouvant dans la contrescarpe, les rendaient intenables pendant les combats. Cela aura des conséquences importantes sur la capacité des forts à résister à un assaut de longue durée. La zone de service était placée en face des baraquements qui donnaient sur le fossé à l'arrière du fort (dans ce cas, en direction de Namur) et qui bénéficiaient d'une protection moindre que le front ou les saillants. Les forts conçus par Brialmont possédaient le côté arrière plus faiblement défendu pour permettre une recapture par les forces belges et les commodités et les baraquements y étaient localisés, le fossé apportant lumière et ventilation aux espaces de vie. Au combat, les bombardements intenses rendaient le fossé arrière intenable et les forces allemandes surent profiter de cette faiblesse après avoir franchi l'espace entre deux forts. Les forts Brialmont étaient également conçus pour résister à un bombardement de canons de 21 cm. Le sommet du massif central était épais de 4 m de béton non armé alors que les murs de la caserne, jugés moins exposés, n'en faisaient que 1,5 m.

## Armement
L'armement du fort de Saint-Héribert incluait deux coupoles rotatives avec un obusier de 21 cm, une coupole avec deux canons de 15 cm et deux coupoles avec deux canons de 12 cm pour l'attaque à longue distance. Il y avait aussi quatre coupoles éclipsables équipées de canons de 57 mm pour la défense rapprochée. Six canons de 57 mm à cadence rapide ainsi que deux canons mobiles équipaient les casemates pour la défense des fossés et de la poterne,. Le fort possédait également une tourelle d'éclairage.
L'artillerie lourde du fort était de fabrication allemande (Krupp) alors que les mécanismes des tourelles étaient d'origines diverses. La communication entre les forts voisins se faisait au moyen de signaux lumineux. Les canons utilisaient la poudre noire, ce qui produisait des gaz asphyxiants dans les espaces confinés et qui se propageaient dans le fort.

## Première Guerre mondiale

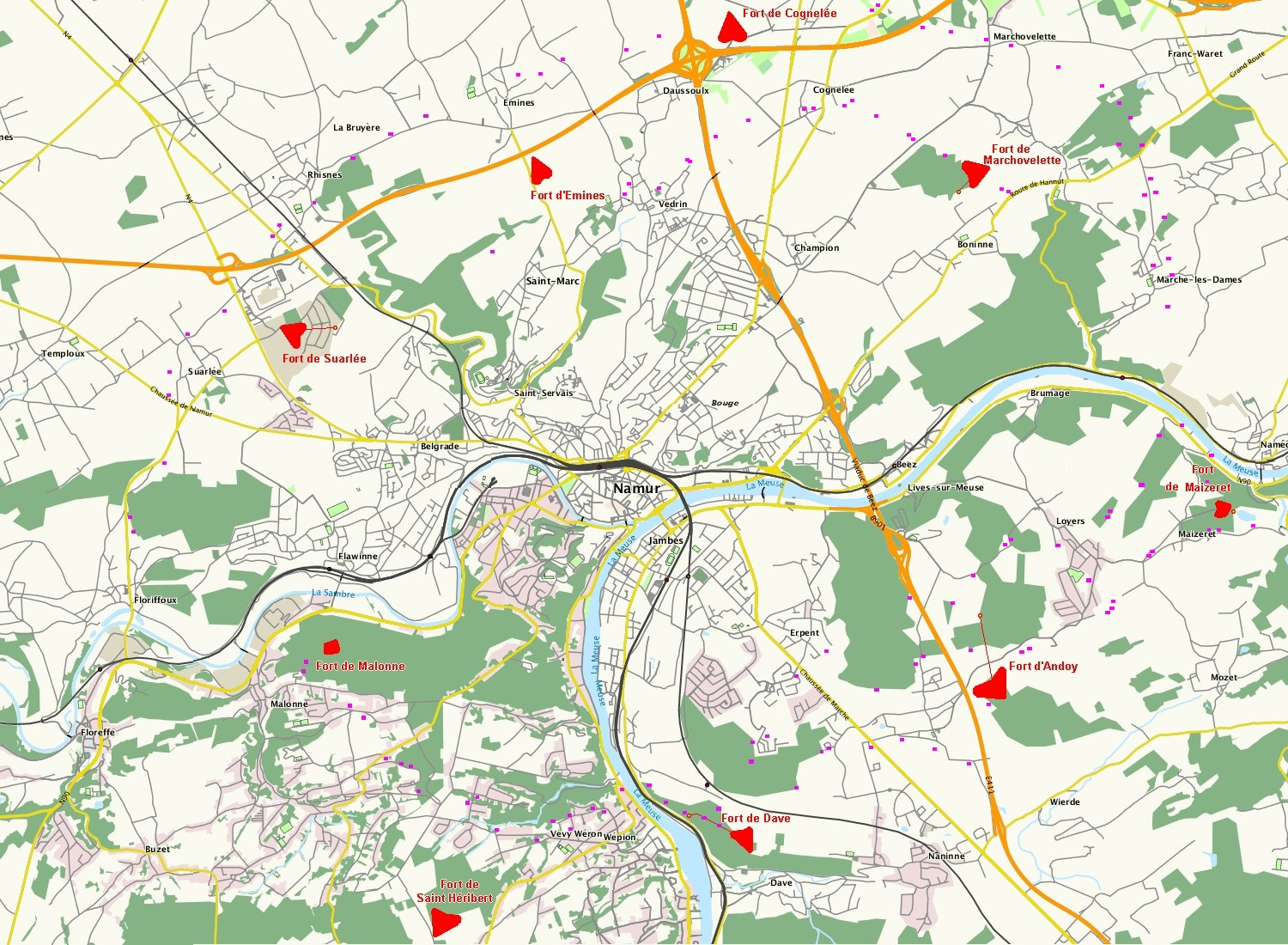
Carte globale des neuf forts entourant Namur

le 21 août. Contrairement aux attaques sur les forts de Liège, l'infanterie n'est pas envoyée d'emblée pour éviter les pertes inutiles. Le contact téléphonique avec l'extérieur est perdu le 23 août et les troupes d'intervalles battent en retraite. Le 24, le fort repousse une attaque d'infanterie puis subit un lourd bombardement de 15 h 30 à 19 h 45. À 21 h, la garnison hisse le drapeau blanc. Les Allemands continuent leur bombardement pour éviter la fuite de la garnison.

## Position fortifiée de Namur
L'armement du fort fut amélioré en 1930 dans le but de dissuader une éventuelle incursion allemande. La tourelle de 15 cm fut remplacée par une tourelle de deux canons de 75 mm à longue portée. Les quatrièmes tourelles rétractables de 57 mm furent quant à elles échangées contre des tourelles, également éclipsables de 75 mm. Les deux coupoles de 12 cm furent rééquipées avec deux mitrailleuses et les deux tourelles avec les obusiers furent comblées. L'entrée fut dotée de deux positions de mitrailleuses. Six positions DCA armées de mitrailleuses Maxim furent également placées. La protection fut substantiellement améliorée ainsi que la ventilation, les commodités et la communication notamment par l'installation de l'électricité. La zone autour du fort fut dotée de neuf postes d'observation et abris à destination des troupes d'intervalles.

## Seconde Guerre mondiale
En 1940, durant la bataille de France, le fort est commandé par le capitaine-commandant L'Entrée et 400 artilleurs. Les premiers tirs sur les forces allemandes approchant ont lieu le 15 mai à une cadence initiale de 50 tirs par heure par les canons de 75 mm, cadence qui sera augmentée à 75 puis 120 tirs par heure pour s'arrêter à 6 h 20. Le même jour, les troupes d'intervalles battent en retraite. Le fort subit une attaque aérienne dans l'après-midi. Les 16 et 17 mai sont des jours calmes mais le 18, le fort subit le feu ennemi et riposte en harcelant les positions d'artillerie ennemie avec ses canons de 75. Le 19 mai, la couverture de béton du fort est endommagée mais il est toujours capable de faire feu sur les postes d'observation ennemis à proximité. Le bombardement ennemi s'intensifie le 20, causant des dommages. Durant les premières heures du 21 mai, les patrouilles allemandes commencent à avancer dans les bois proches sous couvert de bombes fumigènes. Le fort est encerclé aux premières lueurs de l'aube, mais reçoit l'aide via des tirs directs des forts voisins d'Andoy, Malonne et Dave. L'attaque d'infanterie est repoussée mais entretemps, les Allemands ont pu amener des pièces d'artillerie à 500 m du fort et mettent hors de combat les coupoles les unes après les autres. Le fort continue sa résistance avec les mitrailleuses de défenses des fossés, mais ses générateurs électriques finissent par tomber en panne à la mi-journée. Après avoir saboté les armes restantes et détruit les documents, la garnison se rend à 12 h 10. Le fort, à l'issue des combats, compte une seule victime alors que les Allemands dénombrent 129 morts et 602 blessés, principalement appartenant au 317e régiment d'infanterie.

## Désarmement
Le fort n'a jamais été réparé ou réhabilité après la Seconde Guerre mondiale. 
Jusqu'au début des années 1960, le fort est utilisé pour des essais d'explosifs par l'armée Belge (génie de Jambes), 
ce qui cause de nombreux dégâts dans les salles et galeries. Il est ensuite vendu à un ferrailleur qui en extrait tout le métal valorisable. Les fossés seront ensuite progressivement comblés par l'entreposage de déchets inertes. Le fort disparait totalement mais un éboulement permet, à l'aide de matériel de spéléologie, à quelques-uns de s'y aventurer.

## Aujourd'hui
Il appartient actuellement à une fondation privée qui, depuis août 2013, a entrepris le dégagement des terres comblant l'entrée et les fossés du fort ainsi que la restauration de certaines parties abîmées. 
En août 2014, lors d'une inauguration officielle, le fort a pu être visité dans le cadre des commémorations de la guerre 14-18. Il est depuis partiellement visitable.